# Накаяма Ёсико
Накаяма Ёсико (яп. 中山 慶子, 16 января 1836, Киото — 5 октября 1907, Токио) — японская фрейлина. Дочь Накаямы Тадаясу, «левого министра» из рода Фудзивара. Мать императора Мэйдзи и конкубина императора Комэя.

## Биография
Родилась в Киото и была зачислена в придворный штат в возрасте 17 лет. Стала конкубиной императора Комэя и 3 ноября 1852 года родила будущего императора Мэйдзи в резиденции своего отца, находясь вне киотского императорского дворца. Вернулась вместе со своим сыном во дворец спустя 5 лет. Её сын был одним из шести детей императора Комэя. После реставрации Мэйдзи она переехала в новую столицу Токио.